# Virus herpes
Virus herpes là họ virus lớn có cấu trúc DNA gây bệnh ở động vật, bao gồm cả con người.  Tên herpes có nguồn gốc từ tiếng Hy Lạp: herpein có nghĩa là "leo", miêu tả khả năng gây nhiễm trùng tiềm ẩn hoặc định kỳ đặc trưng của nhóm virus này.

## Cấu trúc virus
Các virus herpes có một cấu trúc chung, được cấu tạo bởi sợi đôi tương đối lớn, bộ gen DNA mã hóa tuyến tính 100-200 gen được bọc trong một lớp vỏ protein 20 mặt gọi là capsid, lớp vỏ này có chứa cả protein, mRNA của virus và màng lipid kép.

## Vòng đời
Virus herpes có chứa DNA sợi kép và có khả năng tự nhân lên sau khi xâm nhập vào tế bào chủ. Trong thời gian có triệu chứng nhiễm trùng, các tế bào bị nhiễm virus sao chép gen của virus theo một chu kỳ, trong thời gian này, virus có thể tồn tại trong tế bào vật chủ vô thời hạn.

## Các bệnh do virus herpes gây ra ở người
| Human Herpesvirus (HHV) classification |                                               |           |                                          | |                      |                                                   |
| Loại                                   | Đồng dạng                                     | Dòng phụ  | Tế bào mục tiêu chính                    | Sinh lý bệnh | Cơ quan bị ảnh hưởng | Phương thức lây nhiễm                             |
| HHV-1                                  | Herpes simplex-1 (HSV-1)                      | α (Alpha) | Biểu mô và màng nhầy                     | Herpes miệng và/hoặc herpes sinh dục, hoặc đơn giản là herpes simplex | Neuron               | Tiếp xúc gần                                      |
| HHV-2                                  | Herpes simplex-2 (HSV-2)                      | α (Alpha) | Biểu mô và màng nhầy                     | Herpes miệng và/hoặc herpes sinh dục, hoặc đơn giản là herpes simplex | Neuron               | Tiếp xúc gần (Bệnh lây truyền qua đường tình dục) |
| HHV-3                                  | Virus Varicella Zoster (VZV)                  | α         | Biểu mô và màng nhầy                     | Bệnh thủy đậu và giời leo(Zona) | Neuron               | Hô hấp và tiếp xúc gần                            |
| HHV-4                                  | Virus Epstein-Barr (EBV), lymphocryptovirus   | γ (Gamma) | Tế bào B và tế bào biểu mô               | Nhiễm trùng bạch cầu đơn nhân, ung thư hạch Burkitt, ung thư hạch CNS ở các bệnh nhân AIDS, ung thư vòm họng, bạch sản niêm mạc miệng dạng tóc (thường liên quan đến HIV) | Tế bào bạch cầu B    | Tiếp xúc gần, truyền máu, ghép mô, và bẩm sinh    |
| HHV-5                                  | Cytomegalovirus (CMV)                         | β (Beta)  | tế bào bạch huyết, và các tế bào biểu mô | Nhiễm trùng bạch cầu đơn - giống như triệu chứng các du khách bị sốt khi trở về từ vùng nhiệt đới, viêm võng mạc...                                                       | Monocyte, lympho bào | Nước bọt                                          |
| HHV-6                                  | Roseolovirus, Herpes lymphotropic virus       | β         | Tế bào T và ?                            | Đào ban ấu nhi (roseola infantum) | Tế bào T và ?        | Hô hấp và tiếp xúc gần?                           |
| HHV-7                                  | Roseolovirus                                  | β         | Tế bào T và ?                            | Đào ban ấu nhi (roseola infantum) | Tế bào T và ?        | ?                                                 |
| HHV-8                                  | Kaposi's sarcoma-associated herpesvirus(KSHV) | γ         | Lympho bào và các tế bào khác            | Ung thư mô liên kết Kaposi (Saccôm Kaposi), ung thư hạch tràn dịch chính, bệnh Castleman                                                                                  | Tế bào B             | Tiếp xúc gần (quan hệ tình dục), nước bọt?        |